# Тихвинская улица (Москва)
Ти́хвинская у́лица — улица в Тверском районе Центрального административного округа Москве и в районе Марьина Роща Северо-Восточного административного округа. Проходит от улицы Палиха до улицы Сущёвский Вал.

## Название
Наименование улица получила по своей главной достопримечательности — храму Тихвинской иконы Божией Матери, расположенной на углу с Тихвинским переулком.

## Описание
Тихвинская улица начинается от улицы Палиха и Перуновского переулка рядом с концом Сущёвской улицы и проходит на север параллельно Новослободской и Новосущёвской улицам. Слева примыкают Тихвинский переулок, 1-й Тихвинский тупик и Вадковский переулок, справа — Минаевский переулок и Минаевский проезд. Продолжением Тихвинской улицы за Сущёвским Валом является улица Двинцев.

## История
Улица возникла на территории села Сущёво, которое, вероятно, существовало уже в XII—XIII веках. Оно впервые упоминается в 1433 году в завещании князя Юрия Дмитриевича Галицкого, передавшего Сущёво своему сыну Дмитрию. Позднее село вошло в состав города и превратилось в две слободы — Старую и Новую Сущёвские. Современная Тихвинская улица проходила по территории Новой Слободы, тогда как Сущёвская улица была центральной улицей Старой.
В конце XVII века в слободе было построено две каменные церкви — Казанской иконы Божией Матери в Старой слободе и Тихвинской иконы Божией Матери в Новой. В отличие от Казанской церкви, разрушенной в 1939 году, Тихвинская церковь сохранилась до наших дней.
В советский период Тихвинская улица была застроена типовыми советскими домами. На ней сохранился лишь один старый особняк (дом № 37/7).

## Примечательные здания
По нечётной стороне:

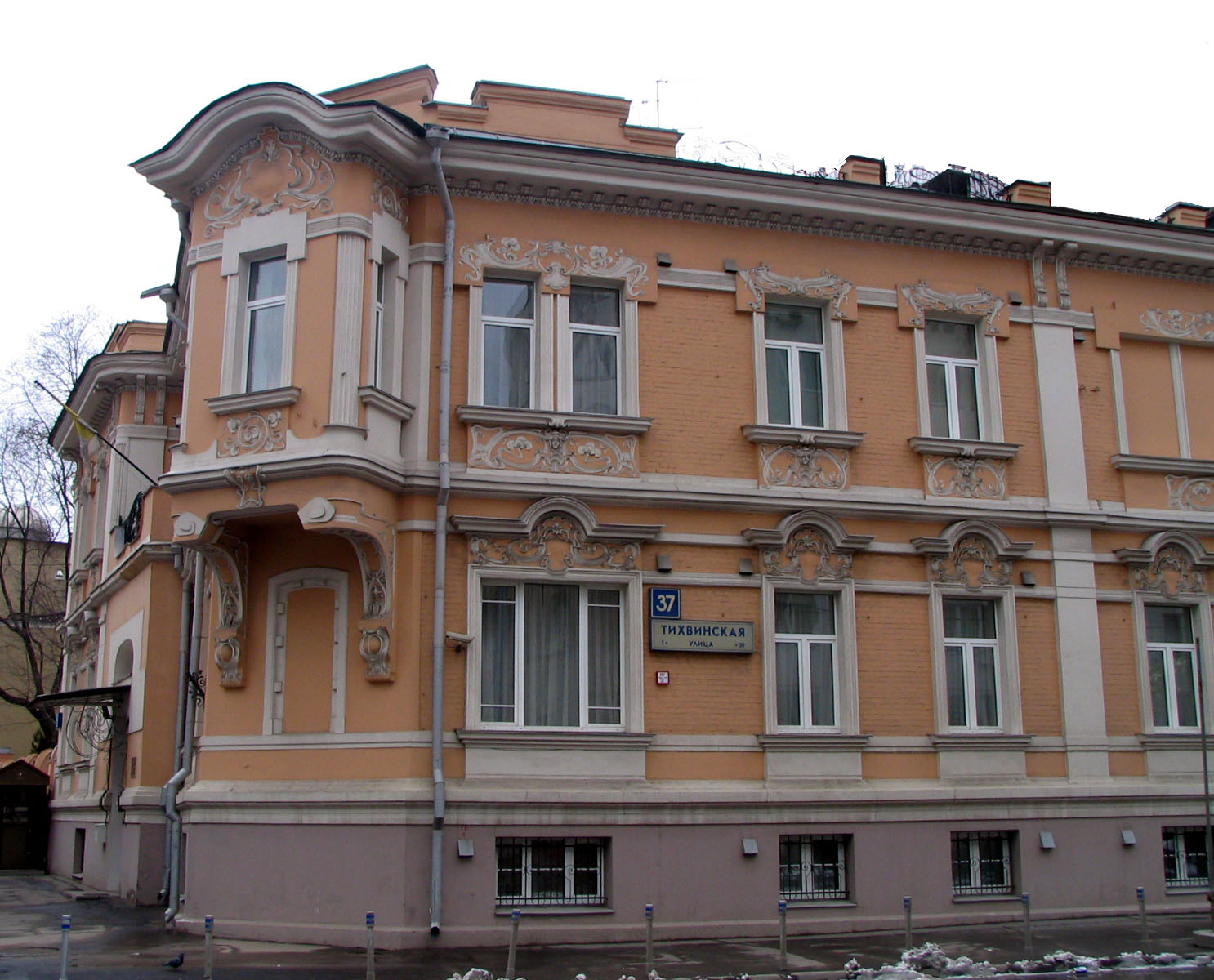
Тихвинская, 37

- № 13 — Храм Тихвинской иконы Божией Матери в Сущёве. Церковь была выстроена на средства купца И. Ф. Викторова в 1694—1696 годах. Колокольня была возведена в 1812 году. В 1825 году церковь была слегка перестроена и украшена изнутри. В 1902 году к церкви была сделана пристройка. В 1935 году храм был закрыт и передан для производственных целей Станкоинструментальному институту. В 1992 году он возвращён Церкви в ужасающем состоянии[источник не указан 2474 дня]. После длительной реставрации в нём возобновлены регулярные богослужения.
- № 37/7 — Особняк А. В. Маркина в стиле модерн на углу с Вадковским переулком. Построен в 1904 году по проекту архитектора П. В. Харко[1]. Здание примечательно выдающимся эркером, интересным козырьком над входом и балконной решёткой. В настоящее время в здании располагается Апостольская нунциатура в России (посольство Ватикана).
- № 39 — школьное здание (1936, архитекторы И. П. Муравьёв, А. В. Тишин), ныне — школа № 204[2].

По чётной стороне:
- № 12 — жилой дом. Здесь жил художник Владимир Яковлев[3].

## Общественный транспорт
Ближайшие к улице станции метро «Новослободская» и «Менделеевская» (начало); «Савёловская» (радиальная), «Савёловская» (кольцевая), «Марьина Роща» (радиальная) и «Марьина Роща» (кольцевая) (конец). Также недалеко от конца улицы располагается Савёловский вокзал. По Тихвинской улице проходят трамвайные маршруты № 9, 50.